# Tanja Uhlmann
Tanja Uhlmann (* 1984) ist eine ehemalige Schweizer Snowboarderin. Sie startete im Snowboardcross.

## Werdegang
Uhlmann trat international erstmals bei den Juniorenweltmeisterschaften 2000 in Berchtesgaden in Erscheinung. Dort belegte sie den 35. Platz im Parallelslalom und den 32. Rang im Parallel-Riesenslalom. Ihr Debüt im Snowboard-Weltcup gab sie zu Beginn der Saison 2001/02 in Tignes, wobei sie den 12. Platz errang. Im weiteren Saisonverlauf wurde sie beim Europacup in Berchtesgaden Dritte und erreichte damit den dritten Platz in der Snowboardcross-Wertung des Europacups. Bei den Juniorenweltmeisterschaften 2002 in Rovaniemi fuhr sie im Parallel-Riesenslalom auf den 28. Platz und holte im Snowboardcross die Silbermedaille. In der Saison 2003/04 erreichte sie in Bad Gastein mit dem vierten Platz ihre beste Platzierung im Weltcup und mit dem 17. Rang im Snowboardcross-Weltcup ihr bestes Gesamtergebnis. Zudem siegte sie bei den Schweizer Meisterschaften 2004 im Snowboardcross und errang bei den Juniorenweltmeisterschaften 2004 in Oberwiesenthal den 15. Platz. Ihren 20. und damit letzten Weltcup absolvierte sie im September 2005 in Valle Nevado, welchen sie auf dem 13. Platz im Snowboardcross beendete.

## Weltcup-Gesamtplatzierungen
| Saison  | Gesamt | Gesamt | Snowboardcross | Snowboardcross |
| Saison  | Punkte | Platz  | Punkte         | Platz          |
| ------- | ------ | ------ | -------------- | -------------- |
| 2001/02 | 59     | 32.    | 440            | 31.            |
| 2003/04 | -      | -      | 1350           | 17.            |
| 2004/05 | -      | -      | 1000           | 23.            |
| 2005/06 | 400    | 104.   | 400            | 34.            |